# Aylin Bok
Aylin Bok (* 10. März 1996) ist eine ehemalige deutsche Handballspielerin.
2012 wechselte sie von ihrem Jugendverein MTG Wangen zur SG BBM Bietigheim. 2017/18 spielte sie per Zweitspielrecht für die SG H2Ku Herrenberg, ab 2018 war es umgekehrt, das Zweitspielrecht lag bei der SG BBM Bietigheim. Nach der Saison 2021/22 beendete sie ihre Karriere.
2014 wurde sie in Mazedonien mit der U-18-Nationalmannschaft Vizeweltmeisterin. Die Mannschaft verlor im Finale gegen Rumänien mit 21:32. Bok kam im Wettbewerb auf acht Tore in fünf Spielen. Anfang 2015 wurde sie als „Sportlerin des Jahres 2014“ von der Stadt Wangen im Allgäu ausgezeichnet.
Sie war Studentin der Betriebswirtschaft und Unternehmensführung.